# Darren O'Dea
Pour les articles homonymes, voir O'Dea.
Darren O'Dea, né le 4 février 1987 à Dublin est un footballeur professionnel irlandais jouant au poste de défenseur.

## Sa carrière en club

### Au Celtic
O’Dea commence à jouer dans le club amateur de Home Farm avant de signer un contrat d’apprenti dans le géant écossais du Celtic Football Club. Après avoir fréquenté les équipes de jeunes et la réserve, il fait sa première apparition en équipe première en septembre 2006 au cours d’un match de Coupe d’Écosse contre Saint Mirren. Son premier match de championnat arrive deux mois plus tard, lorsqu’il entre en jeu à la suite d'un remplacement contre Inverness.
Sa première titularisation se déroule contre Dunfermline en décembre 2006, quatre jours avant de jouer en champions League contre le FC Copenhague. Il remplace Stephen McManus en cours de match.
Darren O'Dea marque son premier but pour le Celtic contre Dundee United le 26 décembre 2006.
Lors de cette première saison dans l’équipe première O'Dea participe activement à la conquête du titre de champion d'Écosse. Il dispute 10 matchs. Il se fait remarquer en Ligue des champions lors des 8e de finale contre l'AC Milan. Le Celtic tient tête au club italien jusque dans les prolongations du match retour à San Siro. Après le match Paolo Maldini félicite le jeune défenseur pour sa performance.
La saison se déroule si bien que Gordon Strachan alors manager du Celtic lui propose un contrat de trois ans.
Le 15 mars 2009, Darren O'Dea score lors de la finale de la Coupe de la Ligue d'Écosse de football contre leur éternel rival des Rangers FC, ce but marqué de la tête au tout début de la prolongation permet au Celtic de devancer son adversaire avant de s’imposer 2-0 après un second but marqué par Aiden McGeady.
Après une période en prêt au Reading, O'Dea retourne au Celtic en janvier 2010. Il reprend sa place parmi les titulaires et joue même cinq matchs d’affilée ce mois là. Il reçoit même le brassard de capitaine après les départs conjugués de Stephen McManus à Middlesbrough et de Gary Caldwell à Wigan Athletic.

### Les prêts
Le 1er septembre 2009 Darren O'Dea est prêté pour 4 mois au club de Reading qui évolue alors en Championship. Dans le même temps O'Dea signe une prolongation de contrat de 3 ans avec le Celtic,. O'Dea fait ses débuts avec son nouveau club le 12 septembre contre les Doncaster Rovers. Il se retrouve rapidement sur le banc des remplaçants alors que le club doit lutter dans la zone de relégation.
Le 17 août 2010, Darren O'Dea est de nouveau prêté en deuxième division anglaise, cette fois-ci au club de Ipswich Town. Ce prêt a une durée de cinq mois. Il profite largement de celui-ci pour avoir du temps de jeu en participant à 25 matchs.
Le 5 août 2011, il est une nouvelle fois prêté, toujours dans le même championnat mais cette fois-ci à Leeds United et jusqu'à la fin de la saison. 
Pour la saison 2014-15, il s'engage avec Blackpool.

## Sa carrière internationale
Darren O'Dea a commencé sa carrière internationale dans les catégories de jeunes. Sélectionné dans les équipes d’Irlande des moins de 19 ans, il est appelé a même année en équipe d'Irlande Espoirs et pour la première fois en équipe nationale senior par Steve Staunton.
Don Givens est le premier entraîneur national à faire appel à lui. Le 3 mars 2007 il intègre les espoirs irlandais. Il est même nommé capitaine de l’équipe. Toutefois, moins d’une semaine plus tard, Staunton fait appel à lui pour l'équipe de république d'Irlande de football alors que l'Irlande doit participer aux éliminatoires de l’Euro 2008,.
Le 13 mai 2008 O'Dea est appelé par Giovanni Trapattoni qui forme alors sa toute première équipe en tant que sélectionneur de l’équipe nationale irlandaise.  
Darren O'Dea obtient sa première cape au cours d’un match amical en Afrique du Sud. Il remplace Paul McShane lors de la deuxième mi-temps et participe ainsi à la victoire de l’Irlande sur l’équipe d'Afrique du Sud de football 1-0.
Il est ensuite de nouveau appelé en équipe nationale en mai 2010 pour des matchs amicaux contre le Paraguay et l’Algérie contre qui il obtient sa deuxième cape après un nouveau remplacement faisant suite à la blessure de John O'Shea.

## Palmarès
- Celtic
  - Championnat d'Écosse 2006-2007 et 2007-2008
  - Coupe de la Ligue d'Écosse 2008-2009

## Statistiques
| Club                |                                  | Saison  | Championnat | Championnat | Coupe | Coupe  | Coupe de la Ligue | Coupe de la Ligue | UEFA | UEFA   | Total | Total |
| Club                | matchs                           | Saison  | buts        | matchs      | buts  | matchs | buts              | matchs            | buts | matchs | buts  |       |
| ------------------- | -------------------------------- | ------- | ----------- | ----------- | ----- | ------ | ----------------- | ----------------- | ---- | ------ | ----- | ----- |
| Celtic              | Championnat d'Écosse             | 2005–06 | 0           | 0           | 0     | 0      | 0                 | 0                 | 0    | 0      | 0     | 0     |
| Celtic              | Championnat d'Écosse             | 2006–07 | 14          | 2           | 3     | 1      | 1                 | 0                 | 3    | 0      | 21    | 3     |
| Celtic              | Championnat d'Écosse             | 2007–08 | 6           | 0           | 1     | 0      | 0                 | 0                 | 2    | 0      | 9     | 0     |
| Celtic              | Championnat d'Écosse             | 2008–09 | 10          | 1           | 2     | 0      | 2                 | 1                 | 2    | 0      | 16    | 2     |
| Reading (prêt)      | Championship                     | 2009–10 | 8           | 0           | 0     | 0      | 0                 | 0                 | -    | -      | 8     | 0     |
| Celtic              | Championnat d'Écosse de football | 2009–10 | 19          | 1           | 3     | 0      | 0                 | 0                 | 1    | 0      | 23    | 1     |
| Ipswich Town (prêt) | Championship                     | 2010–11 | 12          | 0           | 1     | 0      | 3                 | 0                 | -    | -      | 16    | 0     |
| Total               | Total                            | Total   | 59          | 4           | 10    | 1      | 6                 | 1                 | 7    | 0      | 80    | 6     |